# Maria Elisabeth Rieder
Maria Elisabeth Rieder (* 11. Oktober 1965 in Bruneck) ist eine Südtiroler Politikerin.

## Biographie
Rieder wuchs als 12. von 13 Kindern auf dem Kuglerhof über Steinhaus im Ahrntal auf. Beruflich ist sie seit 1986 als Verwaltungsangestellte im Südtiroler Sanitätswesen in Bruneck tätig; daneben engagierte sie sich im Autonomen Südtiroler Gewerkschaftsbund. Bei den Landtagswahlen 2018 konnte Rieder als Kandidatin des Teams Köllensperger (in der Folge Team K) mit 3.063 Vorzugsstimmen ein Mandat für den Südtiroler Landtag und damit gleichzeitig den Regionalrat Trentino-Südtirol erringen. Bei den Landtagswahlen 2023 gelang ihr als Spitzenkandidatin (im Verbund mit Paul Köllensperger) mit 12.496 Vorzugsstimmen die Wiederwahl.